# Brian Surewood
Brian Surewood (de son vrai nom Brian Gilbert Barnes, né le 1er juin 1963 en Californie) est un ancien acteur pornographique.

## Biographie
Il commence à apparaître dans des films pour adultes à partir de 1996 (à l'âge de 33 ans), et a participé depuis à environ 1200 films.
En octobre 2007, Surewood et un autre conducteur ont été accusés de meurtre et d'homicide involontaire après un accident de voiture ayant notamment conduit à la mort d'un petit garçon de 5 ans. Il a été condamné à 11 ans de prison, mais a été libéré en avril 2013 après avoir effectué cinq ans et demi.

## Récompenses
- 2005 : XRCO Award dans la catégorie Unsung Swordsman (Acteur sous-estimé)[4]
- 2007 : AVN Award dans la catégorie Best Anal Sex Scene pour le film Manhunters[5].